# ヴァージョン・オブ・ミー
『ヴァージョン・オブ・ミー』（Version Of Me）は、スパイス・ガールズのメラニー・チズムの7枚目のオリジナル・アルバム。発売元はレッド・ガール・メディア。

## 解説
オリジナル作品のアルバムとしては『ザ・シー』以来、全曲の作詞作曲にメラニーが携わった。スパイス・ガールズ時代に受けた虐めが題材の一つに含まれている。
2017年4月から『ヴァージョン・オブ・ミー・ツアー』を開催。

## トラック・リスト
| #   | タイトル                   | 作詞 | 作曲・編曲 |
| --- | -------------------------- | ---- | ---------- |
| 1.  | 「Dear Life」              |      |            |
| 2.  | 「Escalator」              |      |            |
| 3.  | 「Anymore」                |      |            |
| 4.  | 「Something for the Fire」 |      |            |
| 5.  | 「Version Of Me」          |      |            |
| 6.  | 「Numb」                   |      |            |
| 7.  | 「Room for Love」          |      |            |
| 8.  | 「Unravelling」            |      |            |
| 9.  | 「Loving You Better」      |      |            |
| 10. | 「Our History」            |      |            |
| 11. | 「Blame」                  |      |            |